# 太贵高速动车组列车
太贵高速动车组列车是中国铁路运行于山西省省会太原市太原南站至贵州省省会贵阳市贵阳北站的高速动车组列车，途经山西省、陕西省、四川省、重庆市、贵州省四省一市，客运里程1886公里，列车客运乘务由太原局集团太原客运段担当。其中太原南站至贵阳北站运行12小时12分，使用车次为G3209次，贵阳北站至太原南站运行11小时49分，使用车次为G3210次。

## 历史
2021年7月11日，新增太原南～重庆西G2237/2238次列车。
2022年1月10日，G2237/2238次列车延长至贵阳北站始发终到。
2022年6月20日，配合郑渝高铁开通，新增G3209/3210次列车。
2023年7月1日，配合西成客专运行图重排，G2237/2238次列车调整为动车组列车，车次调整为D1717/1718次。
2023年10月11日，G3209/3210次列车延长至桂林北站始发终到。
2024年6月15日，G3209/3210次列车恢复贵阳北站始发终到，同时本对列车在太原南站至重庆西站间改经大西高铁、西成客专、成渝高铁运行。

## 使用列车
本对列车使用配属于太原局集团太原动车运用所的CRH380A。